# هریس بیلی

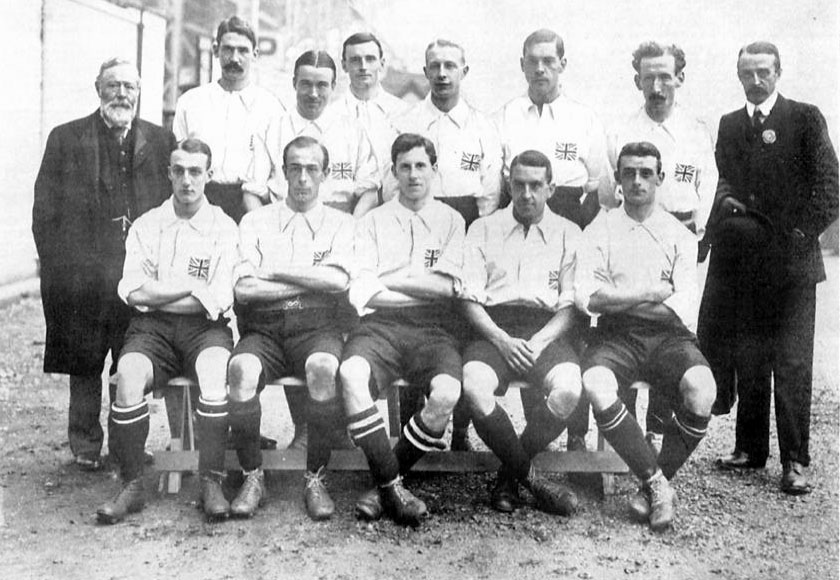
تیم ملی فوتبال آماتور انگلیس در سال ۱۹۰۸

هریس بیلی (به انگلیسی: Horace Bailey) زادهٔ ۳ ژوئیه ۱۸۸۱ بازیکن فوتبال اهل انگلستان که سابقهٔ بازی در تیم ملی فوتبال انگلستان را در کارنامهٔ خود دارد. وی در تاریخ ۱۶ مارس ۱۹۰۸ نخستین بازی ملی خود را در مقابل تیم ملی فوتبال ولز انجام داد و با حضور در ۵ بازی ملی، در تاریخ ۱۳ ژوئن ۱۹۰۸ واپسین بازی ملی‌اش را در برابر تیم ملی فوتبال جمهوری چک برگزار کرد.